# New South Wales Government Railways

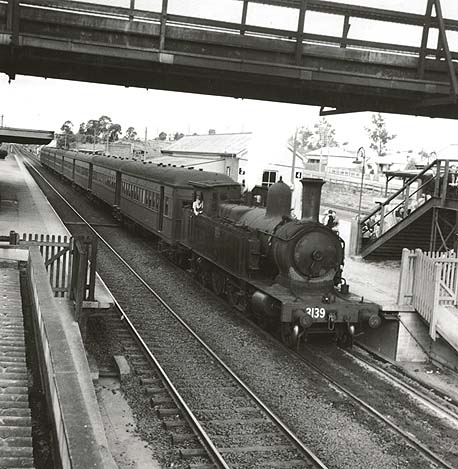
Personenzug der New South Wales Government Railways mit Dampflokomotive C3139 im Bahnhof St Mary (1953)

Die New South Wales Government Railways (NSWGR) waren die Staatsbahn des australischen Bundesstaats New South Wales. Sie wurden mehrfach neu benannt, hießen auch New South Wales Railways und heute Rail Corporation New South Wales.

## Geschichte

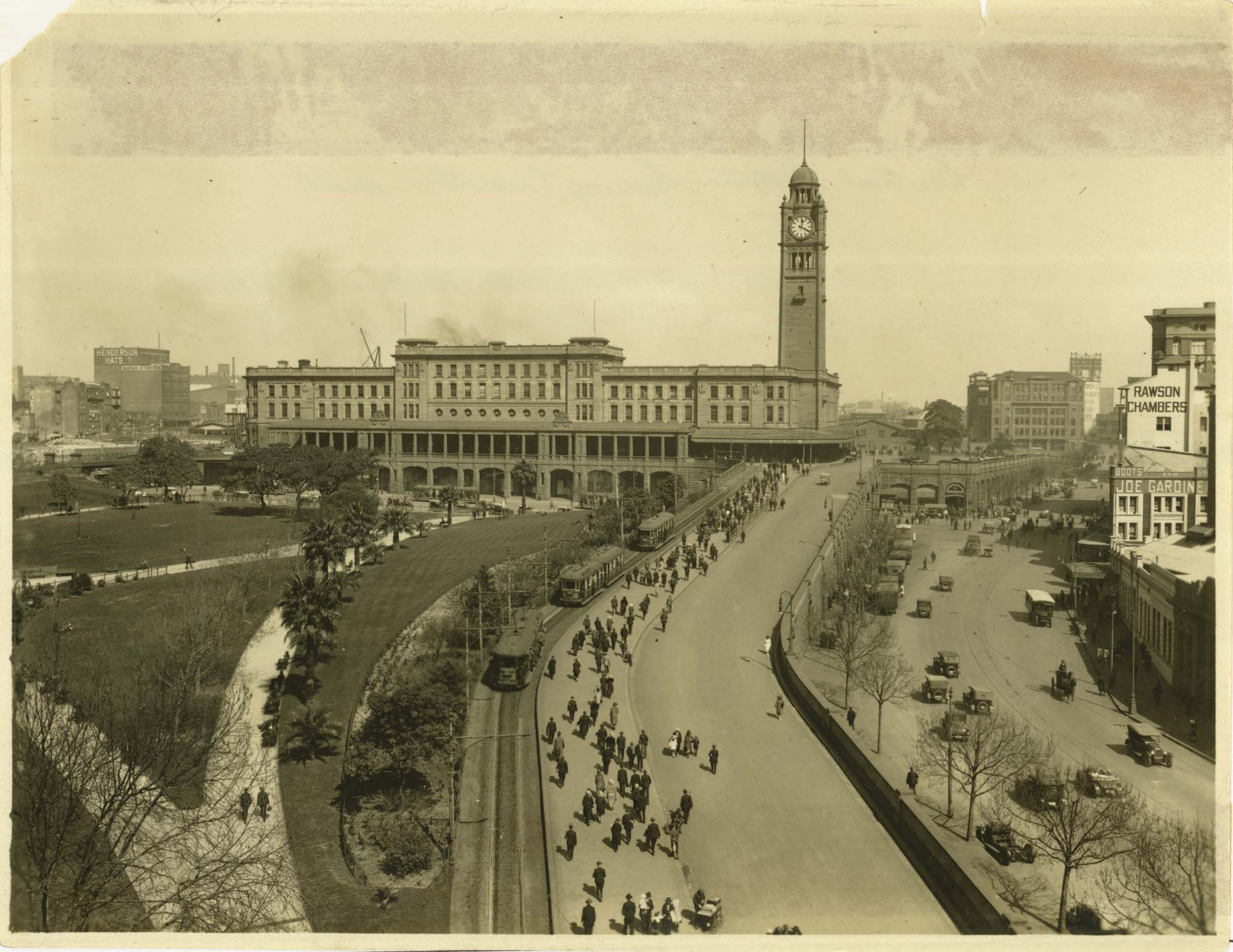
Sydney Central Station (1924)

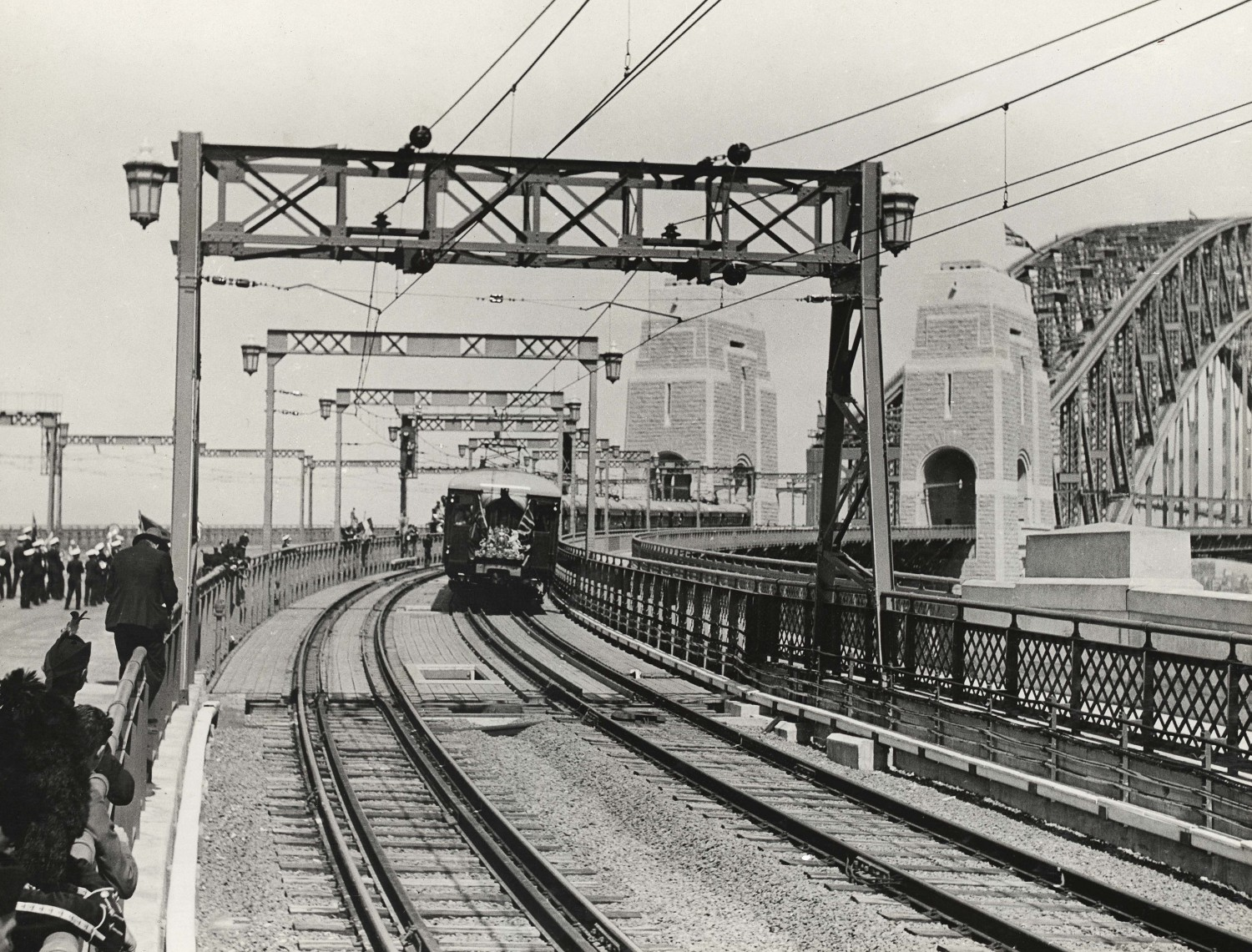
Erster Personenzug über die Sydney Harbour Bridge (1932)

Die NSWGR errichteten ihr gesamtes Streckennetz in Normalspur. Ihre erste Strecke, zugleich erste Eisenbahn von New South Wales überhaupt, war 1855 die Bahnstrecke von Sydney zum Bahnhof Parramatta (heute: Granville Railway Station).
Während ihres Bestehens waren die NSWGR verschiedenen Umstrukturierungen unterworfen. Sie unterstanden zunächst dem Ministerium für öffentliche Arbeiten des Staates New South Wales (Minister for Public Works), später dann einem eigenen Verkehrsministerium (Minister for Transport). Seit 1888 bestand ein kollektives Management aus drei Eisenbahn-Kommissaren, das die Eisenbahnen dem politischen Einfluss weitgehend entziehen sollte. 1907 wurde diese kollektive Führungsspitze dann durch einen einzigen Eisenbahn-Kommissar ersetzt. Von 1932 bis 1972 bestand ein eigenes Eisenbahnministerium, der die NSWGR zugeordnet waren. Zum 20. Oktober 1972 wurden die New South Wales Railways durch die New South Wales Public Transport Commission ersetzt.

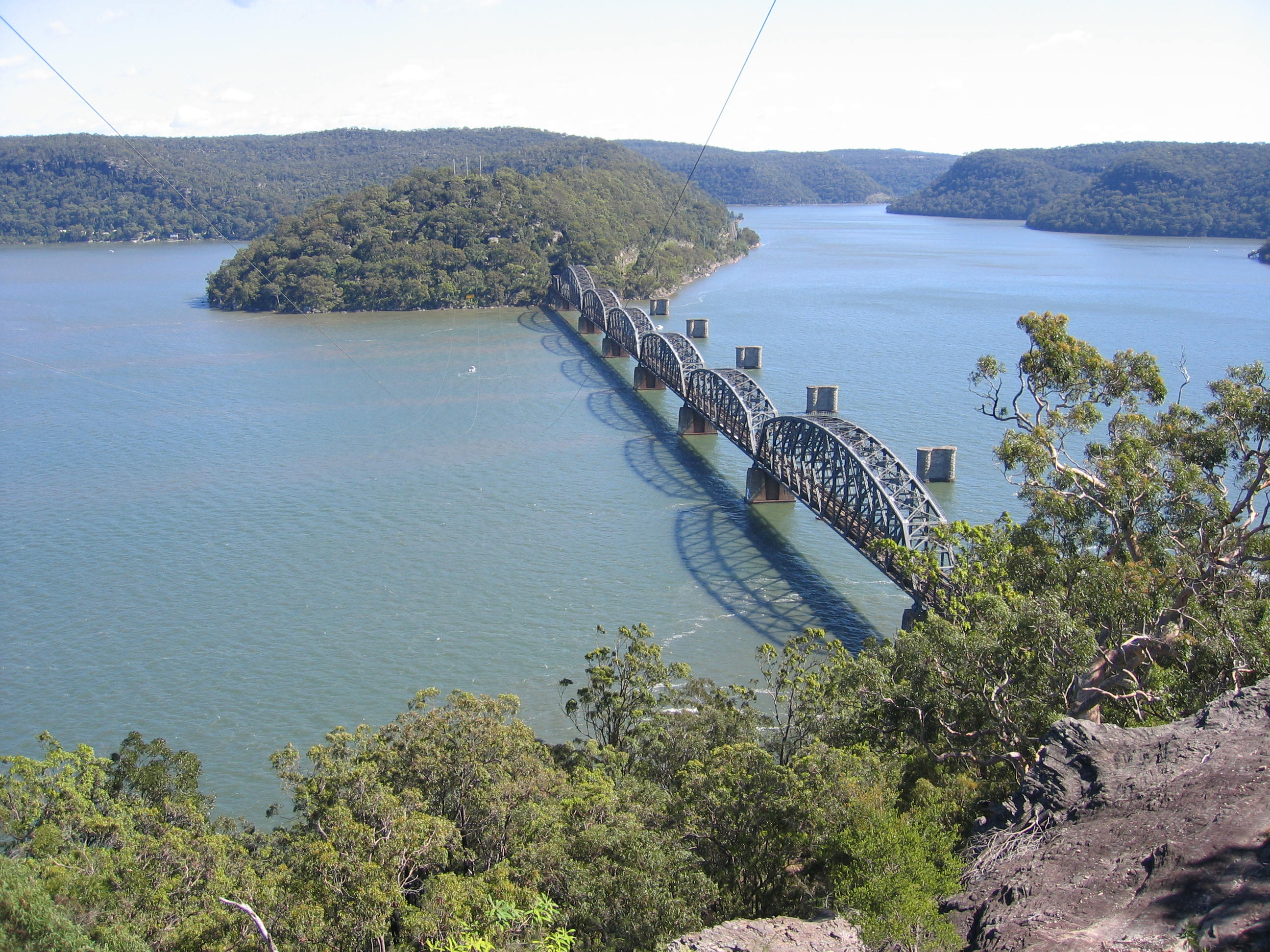
Eisenbahnbrücke über den Hawkesbury River
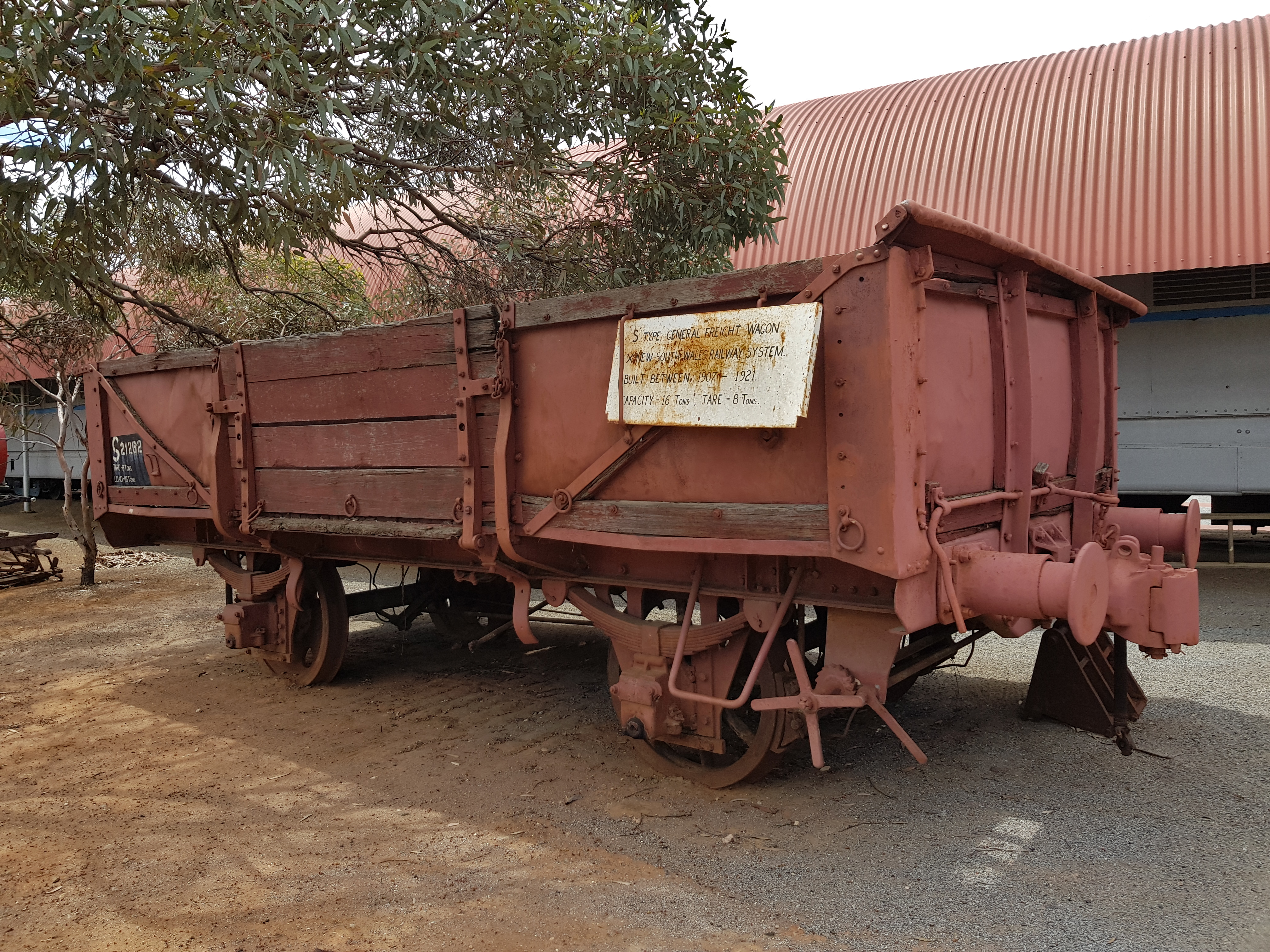
Güterwaggon, Standardtyp S, gebaut 1907–21
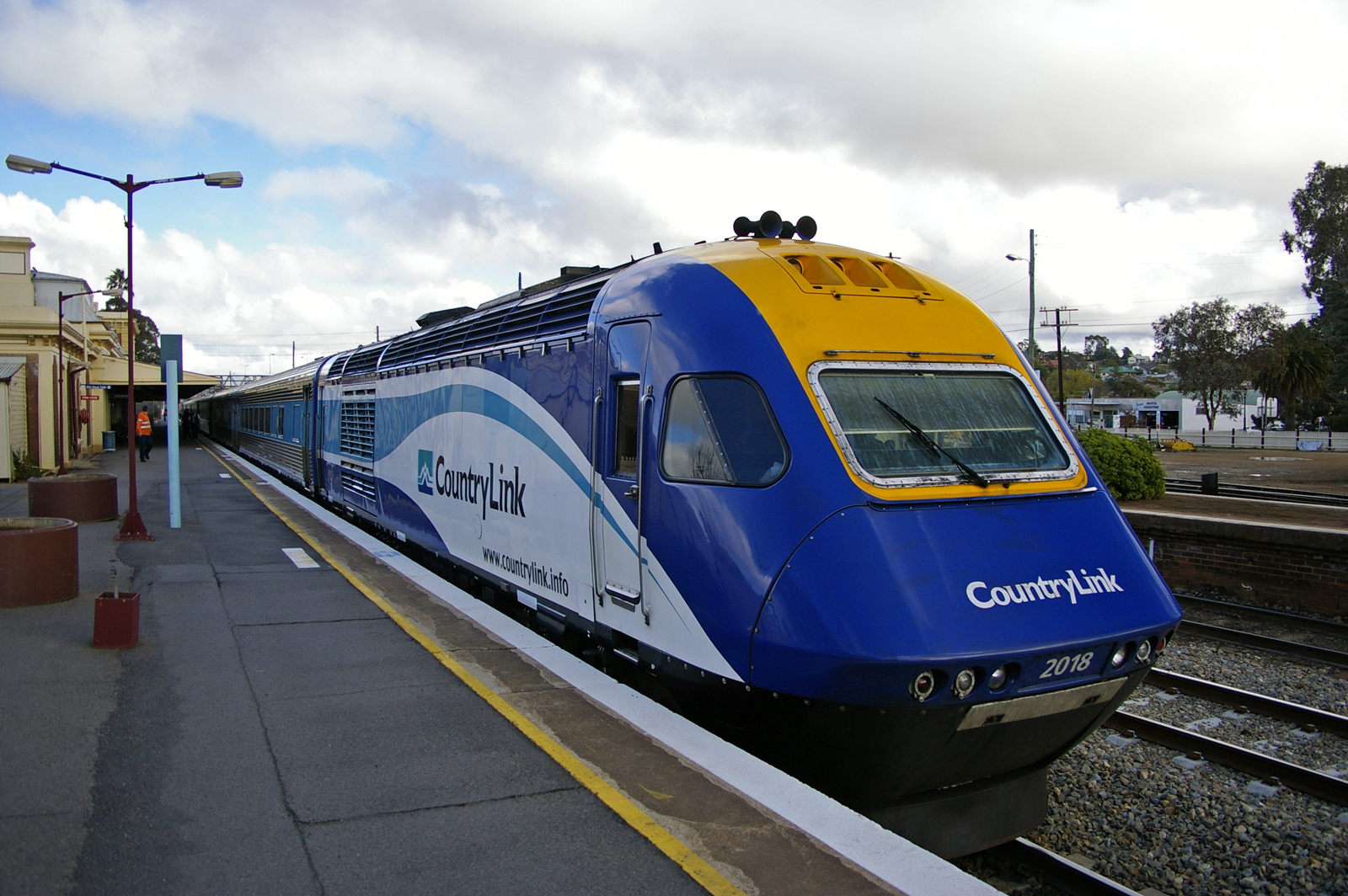
XPT-Dieselschnellzug von CountryLink

## Fahrzeuge
1936 war die Gesellschaft im Besitz von 1187 Lokomotiven, 457 Triebwagen, 1445 Personenwagen, 172 Gepäckwagen und 22 068 Güterwagen.

## Nachfolge
1996, 2001 und 2003 gab es weitere Eisenbahnreformen, die in der Rail Corporation New South Wales mündeten. Diese ist für den Netzzugang der privaten Eisenbahnverkehrsunternehmen zuständig, die heute den Eisenbahnverkehr anbieten.